# Никола Драгутиновић
Никола Драгутиновић (рођен 22. априла 1991) српски је глумац који каријеру води у савременом позоришту и биоскопу.

## Kaријерa
Никола Драгутиновић је највећи успех постигао филмом Поред мене из 2015, режијa Стевана Филиповића.
Глумио је Шонета, 2012. године у Клипу, у режији Маје Милош.
Глумио је у првој сезони ТВ серије Војна академија, 2012, у режији Дејана Зечевића и у Ургентном центру, 2015, у режији Стевана Филиповића.
Појавио се и у Артиљеру, 2012 године, у режији Срђана Анђелића. Глумио је Гаврила Принципа у документарцу Гаврило, 2014, режисера Михаила Вуловића.
Дипломирао је на Академији уметности у Београду 2015. године, под надзором глумице Мирјане Карановић.
Његова последња позоришна улога је у Драгом тати, 2016, у режији Мирјане Карановић, у београдском Дечијем културном центру.